# Andrew Bogut
Andrew Michael Bogut (Melbourne, 28 de novembro de 1984) é um ex-jogador de basquete australiano. Jogava na posição de pivô, tem 2,13 m de altura e 118 kg. Atualmente é assistente técnico do Sydney Kings, da Austrália.

## Carreira

### NBA
Seu sobrenome Bogut vem de sua descendência croata. Foi a primeira escolha entre os calouros universitários no draft da NBA de 2005, sendo considerado por muitos o melhor jogador de futebol australiano da história do basquete. Também teve passagem marcante pela equipe do Golden State Warriors na qual foi campeão da NBA em 2015.

### Seleção Australiana
Também defende a seleção de basquete da Austrália, sendo um de seus principais e mais promissores jogadores. Participou no último campeonato mundial de basquete em 2006 no Japão e dos Jogos Olímpicos de Pequim em 2008.

## Estatísticas na NBA
|  | Líder da liga |

| † | Quando foi campeão |

### Temporada regular
| Ano      | Equipe    | PJ  | PT  | MPJ  | AP   | 3P    | LL    | RT   | AS  | BR  | TO  | PPJ  |
| -------- | --------- | --- | --- | ---- | ---- | ----- | ----- | ---- | --- | --- | --- | ---- |
| 2005-06  | Milwaukee | 82  | 77  | 28.6 | .533 | .000  | .629  | 7.0  | 2.3 | .6  | .8  | 9.4  |
| 2006-07  | Milwaukee | 66  | 66  | 34.2 | .553 | .200  | .577  | 8.8  | 3.0 | .7  | .5  | 12.3 |
| 2007-08  | Milwaukee | 78  | 78  | 34.9 | .511 | .000  | .587  | 9.8  | 2.6 | .8  | 1.7 | 14.3 |
| 2008-09  | Milwaukee | 36  | 33  | 31.2 | .577 | .000  | .571  | 10.3 | 2.0 | .6  | 1.0 | 11.7 |
| 2009-10  | Milwaukee | 69  | 69  | 32.3 | .520 | .000  | .629  | 10.2 | 1.8 | .6  | 2.5 | 15.9 |
| 2010-11  | Milwaukee | 65  | 65  | 35.3 | .495 | .000  | .442  | 11.1 | 2.0 | .7  | 2.6 | 12.8 |
| 2011-12  | Milwaukee | 12  | 12  | 30.3 | .449 | .000  | .609  | 8.3  | 2.6 | 1.0 | 2.0 | 11.3 |
| 2012-13  | Warriors  | 32  | 32  | 24.6 | .451 | 1.000 | .500  | 7.7  | 2.1 | .6  | 1.7 | 5.8  |
| 2013-14  | Warriors  | 67  | 67  | 26.4 | .627 | .000  | .344  | 10.0 | 1.7 | .7  | 1.8 | 7.3  |
| 2014-15† | Warriors  | 67  | 65  | 23.6 | .563 | .000  | .524  | 8.1  | 2.7 | .6  | 1.7 | 6.3  |
| 2015-16  | Warriors  | 70  | 66  | 20.7 | .627 | 1.000 | .480  | 7.0  | 2.3 | .5  | 1.6 | 5.4  |
| 2016-17  | Dallas    | 26  | 21  | 22.4 | .469 | .000  | .273  | 8.3  | 1.9 | .5  | 1.0 | 3.0  |
| 2016-17  | Cleveland | 1   | 0   | 1.0  | —    | —     | —     | .0   | .0  | .0  | .0  | .0   |
| 2017-18  | LA Lakers | 24  | 5   | 9.0  | .680 | —     | 1.000 | 3.3  | .6  | .2  | .5  | 1.5  |
| 2018-19  | Warriors  | 11  | 5   | 12.2 | .500 | —     | 1.000 | 5.0  | 1.0 | .3  | .7  | 3.5  |
| Carreira | Carreira  | 706 | 661 | 28.1 | .531 | .120  | .557  | 8.7  | 2.2 | .6  | 1.5 | 9.6  |

### Playoffs
| Ano      | Equipe    | PJ | PT | MPJ  | AP   | 3P   | LL   | RT   | AS  | BR | TO  | PPJ |
| -------- | --------- | -- | -- | ---- | ---- | ---- | ---- | ---- | --- | -- | --- | --- |
| 2006     | Milwaukee | 5  | 5  | 34.4 | .435 | .000 | .375 | 6.2  | 3.4 | .6 | .0  | 8.6 |
| 2013     | Warriors  | 12 | 12 | 27.3 | .582 | .000 | .348 | 10.9 | 1.8 | .5 | 1.5 | 7.2 |
| 2015 †   | Warriors  | 19 | 18 | 23.2 | .560 | .000 | .385 | 8.1  | 1.9 | .6 | 1.8 | 4.7 |
| 2016     | Warriors  | 22 | 22 | 16.6 | .623 | .000 | .357 | 5.7  | 1.4 | .6 | 1.6 | 4.6 |
| 2019     | Warriors  | 19 | 6  | 9.4  | .649 | —    | .800 | 3.9  | 1.1 | .3 | .3  | 2.7 |
| Carreira | Carreira  | 77 | 63 | 19.3 | .573 | .000 | .397 | 6.7  | 1.6 | .5 | .2  | 4.8 |